# Scott Sidney

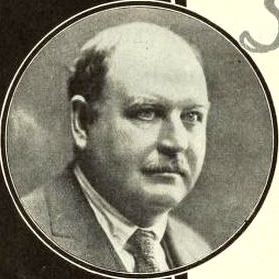
Sidney em 1921

Scott Sidney (1872 — 20 de julho de 1928), nascido Harry Wilbur Siggins, foi um diretor de cinema norte-americano. Ele dirigiu 117 filmes entre 1913 e 1927.
Scott nasceu em Londres, Inglaterra, Reino Unido.

## Filmografia selecionada
Diretor
- The Adventures of Shorty (1914)
- The Toast of Death (1915) (não creditado)
- The Green Swamp (1916)
- Tarzan, O Homem Macaco (1918)
- 813 (1920)
- The Adventures of Tarzan (1921)
- Call the Wagon (1923)
- Charley's Aunt (1925)

Roteirista
- Alf's Carpet (1929)